# Eclipse (vývojové prostředí)
Eclipse je open source vývojová platforma, která je pro většinu lidí známa jako vývojové prostředí (IDE) určené pro programování v jazyce Java. Flexibilní návrh této platformy dovoluje rozšířit seznam podporovaných programovacích jazyků za pomoci pluginů, například o C++ nebo PHP. Právě pluginy umožňují toto vývojové prostředí rozšířit například o návrh UML, či zápis HTML nebo XML.
Oproti ostatním vývojovým prostředím v Javě, jako například NetBeans, je filozofie Eclipse úzce svázána právě s rozšířitelností pomocí pluginů. V základní verzi obsahuje Eclipse pouze integrované prostředky pro vývoj standardní Javy jako kompilátor, debugger atd., ale neobsahuje například nástroj pro vizuální návrh grafických uživatelských rozhraní desktopových aplikací nebo aplikační server – všechna taková rozšíření je potřeba dodat formou pluginů. Z tohoto důvodu přímo pod křídly Eclipse vznikly takzvané subprojekty, které zastřešují rozšíření pro jednotlivé oblasti softwarového vývoje v Javě. Tyto subprojekty usnadňují integraci potřebných rozšíření do samotného vývojového prostředí. Eclipse je v současnosti nejpopulárnější IDE pro Javu.
Projekt Eclipse (Eclipse 1.0) vznikl uvolněním kódu IBM pod EPL licencí. Hodnota tohoto příspěvku open source se odhaduje na 40 miliónu dolarů. Pro účely tohoto projektu byl vyvinut grafický framework SWT. Výhodou SWT je nativní vzhled aplikací na každé platformě, kde je SWT portován (SWT využívá nativního kódu operačního systému). Naproti tomu konkurenční framework Swing využívá pouze služby JVM, což umožňuje lepší portovatelnost (omezenou pouze dostupností Javy pro danou platformu).
Eclipse ve verzi 3.0 adaptoval na široce podporovaný standard OSGi R4 (Eclipse project Equinox), čímž získal na atraktivnosti jako vývojová platforma. Technologie balíčků (OSGI bundle ~ Eclipse plugin) umožňuje snadnou rozšířitelnost produktů. Výhodou této architektury je dynamické nahrávání pluginů až v okamžiku potřeby, čímž se minimalizují systémové nároky i čas potřebný pro start aplikace.

## Oficiální subprojekty Eclipse
Následující seznam je výčet pluginů do Eclipse pro vývoj v jednotlivých oblastech Javy. Tato rozšíření lze kdykoliv nainstalovat do stávajícího Eclipse anebo přímo stáhnout Eclipse s daným rozšířením.
- Enterprise Development – vývoj J2EE
- Embedded + Device Development – vývoj J2ME
- Rich Client Platform – vývoj nad platformou RCP
- Application Frameworks – frameworky pro vývoj nástrojů postavených nad Eclipse
- Language IDE – vývoj v dalších podporovaných jazycích jako C++ nebo PHP

### České články o Eclipse
- Eclipse 2 – IDE na všechno (3. září 2002 na root.cz)
- CDT plugin pro podporu C++[nedostupný zdroj] Návod na instalaci
- články o Eclipse Archivováno 30. 6. 2007 na Wayback Machine. (vše o Eclipse na Dagblogu Archivováno 23. 12. 2006 na Wayback Machine.)
- tipy pro práci v Eclipse Archivováno 30. 6. 2007 na Wayback Machine. (všechny tipy na Dagblogu Archivováno 23. 12. 2006 na Wayback Machine.)
- CZ podcast díl #1 – Vývojová prostředí v Javě Archivováno 14. 1. 2007 na Wayback Machine.